# Locomotiva FS 607
Le locomotive gruppo 607  costituivano un gruppo eterogeneo di tre locomotive a vapore con tender, per trasporto merci e viaggiatori, a vapore saturo, di rodiggio 1-3-0, costruite per le ferrovie imperial-regie austriache e passate alle Ferrovie dello Stato italiane in conto riparazioni belliche.

## Storia
Le locomotive erano parte del gruppo austriaco 560 delle kkStB che alla fine della prima guerra mondiale venne per la maggior parte assegnato alle ferrovie cecoslovacche divenendo il gruppo ČSD 344 mentre tre unità finirono in Italia; queste ultime, le unità ex-kkStB 560.14, 25 e 57 erano di tre serie differenti anche se tutte di costruzione "StEG". Furono reimmatricolate nel parco rotabili delle FS, assumendo la classificazione di gruppo 607.001-002.. Le locomotive vennero presto avviate alla demolizione e la prima fu la 607.057 "compound" che venne radiata nel 1923; seguirono due anni dopo le altre due.

## Caratteristiche
Le locomotive erano tutte a vapore saturo e a 2 cilindri; la 001 e la 002 erano a semplice espansione, la 003 era invece a doppia espansione.

## Corrispondenza locomotive ex kkStB e numerazione FS[4]
| Numero e gruppo FS | numero e gruppo kkStB | Fabbrica | anno di fabbricazione | Demolizione o alienazione |
| ------------------ | --------------------- | -------- | --------------------- | ------------------------- |
| 607.001            | 560.14                | StEG     | 1902                  | 1925                      |
| 607.002            | 560.25                | StEG     | 1906                  | 1925                      |
| 607.003            | 560.57                | StEG     | 1900                  | 1923                      |